# Myślakowice-Kolonia
Myślakowice-Kolonia (prononciation : [mɨɕlakɔˈvit͡sɛ kɔˈlɔɲa]) est un village polonais de la gmina d'Odrzywół dans le powiat de Przysucha de la voïvodie de Mazovie dans le centre-est de la Pologne.

## Histoire
De 1975 à 1998, le village appartenait administrativement à la voïvodie de Radom.